# Antonio Maria Valsalva
Antonio Maria Valsalva (n. 17 ianuarie 1666 - d. 2 februarie 1723) a fost medic, anatomist și chirurg italian.